# Coll’arco
Coll’arco (italienisch; „mit dem Bogen“), heute fast immer abgekürzt als arco, bedeutet für die Spieltechnik der Streichinstrumente, dass die bezeichnete Note oder die folgende musikalische Passage mit den Haaren des Bogens gestrichen werden soll. Arco ist die normale Spielweise, die nach einer direkt vorausgehenden Pizzicato-Passage (pizz.) bezeichnet werden muss.
Ferner kann die Spielanweisung arco eine vorhergehende Col-legno-Anweisung rückgängig machen. Die korrektere Bezeichnung ist arco ord. (ordinario = „normal, gewöhnlich“), abgekürzt zu ord.; denn bei col legno wird der Bogen ebenfalls verwendet, indem sein Holz auf die Saite aufprallt oder mit dem Holz gestrichen wird (col legno tratto). Ähnlich verhält es sich bei Spezialtechniken wie flautando, sul tasto oder sul ponticello: Diese Anweisungen werden oft mit arco statt mit ordinario widerrufen.
Die Zeit, die ein Musiker benötigt, um wieder zur Spielweise arco zurückzukehren, hängt vom Gewicht des Bogens ab. Der Übergang von arco zu pizzicato beziehungsweise col legno geht schneller als das Umgekehrte, weil der Bogen wieder richtig gehalten werden muss, um regulär mit ihm zu spielen. Dementsprechend erfordert ein Wechsel anderer Spieltechniken zu arco je nach Art des Streichinstruments und Gewicht seines Bogens ein langsames Tempo oder eine vorhergehende Pause. 